# Don’t Close Your Eyes
Don’t Close Your Eyes ist ein Lied der deutschen Pop-Gruppe 4 United, das am 22. November 2004 als Single in Deutschland, Österreich und in der Schweiz sowie 29. November 2004 in Finnland veröffentlicht wurde.

## Hintergrund, Produktion und Veröffentlichung
Der Musikproduzent David Brandes gründete mit Daniel Küblböck, Gracia Baur, Nektarios Bamiatzis und Stephanie Brauckmeyer, alles Teilnehmer der ersten Staffel der Castingshow Deutschland sucht den Superstar, das Projekt „4 United“. Don’t Close Your Eyes wurde von Bernd Meinunger, David Brandes und Jane Tempest geschrieben. Brandes komponierte die Melodie in seinem Tonstudio Bros Music Studio.
Die Single erschien in zwei Ausgaben, neben der Standardversion wurde eine Maxi-Single veröffentlicht. Die Maxi-Version enthält auch das Musikvideo des Titels, in dem abwechselnd die Bandmitglieder von „4 United“ und notleidende Kinder aus Afrika gezeigt werden. Im Booklet der Single ist der Songtext abgedruckt. Veröffentlicht wurde Don’t Close Your Eyes aus Brandes’ eigenem Label Bros Music. Auf dem Cover der Single sind die vier Fotos der Gesichter der Bandmitglieder zu sehen. Unterhalb dieser Bilder sind zwei Kinderhände abgebildet, die den Kampf gegen Armut und Gewalt an Kindern symbolisieren sollten. Der Song erschien 2005 auch auf Gracia Baurs Album Passion; hier singt Baur den Song allein.

## Chartplatzierungen
Don’t Close Your Eyes wurde als Benefizsingle beworben, da pro verkauftem Exemplar der Single 50 Cent an die Hilfsorganisation Ärzte ohne Grenzen gespendet wurden. Der Song stieg am 6. Dezember 2004 in den deutschen Singlecharts auf Platz 18 ein, einen Tag später in Österreich auf Position 50.